# Súng cổ
Súng cổ là nhóm súng sơ khai, là những khẩu súng đầu tiên của con người.

## Pháo vò, hỏa hổ, hỏa đồng, hỏa thương và Thần cơ thương pháo

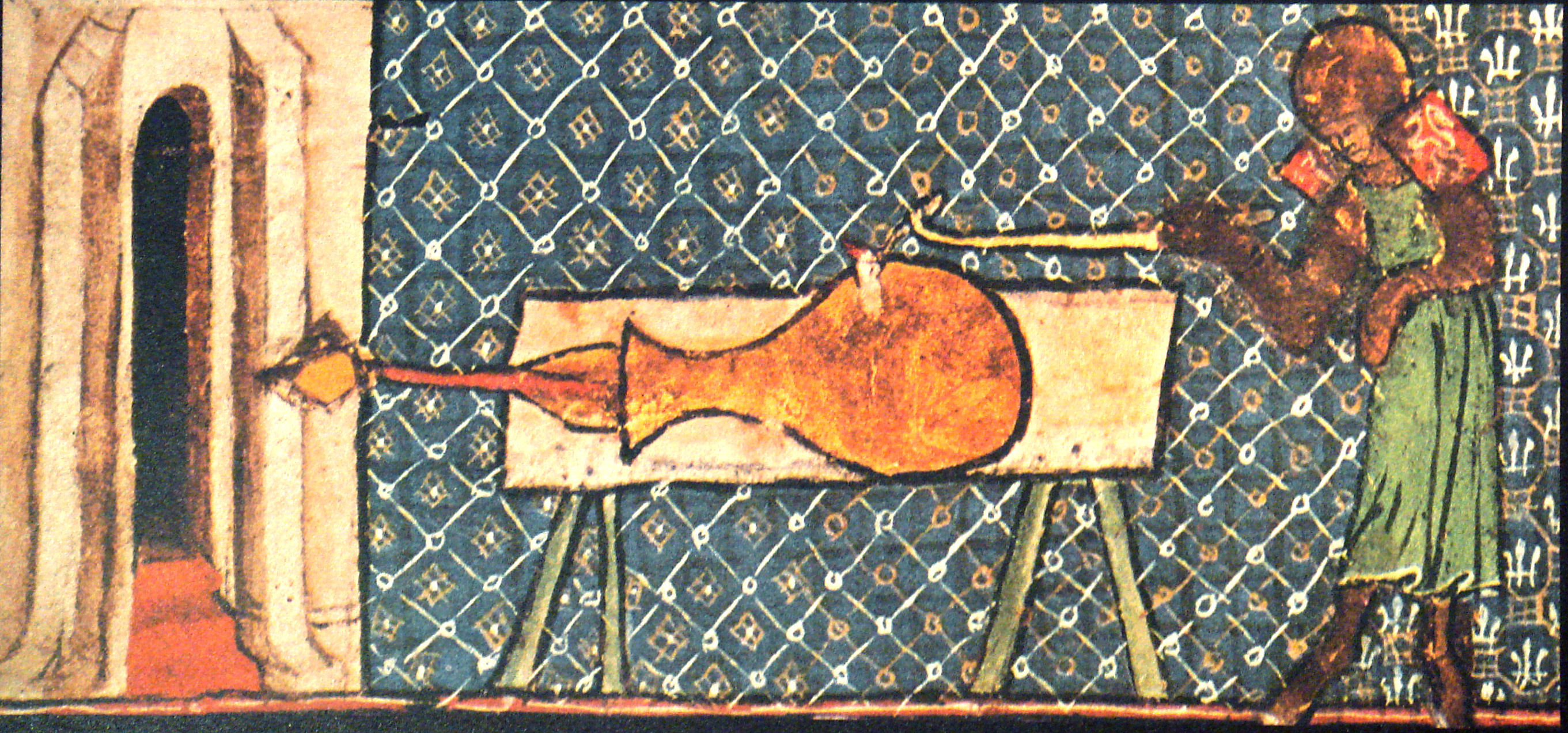
"De Nobilitatibus Sapientii Et Prudentiis Regum" Walter de Milemete, 1326. Kiểu pháo này được gọi là vase cannon, pháo vò, bắn mũi tên. Tác động rất yếu, yếu hơn cả các hình vẽ hỏa đồng bắn hỗn hợp than cháy dở và lửa, thế kỷ 14, cuối Nguyên- đầu Minh.

Những súng đầu tiên thế kỷ 14. Đoản kiếm kiêm súng.

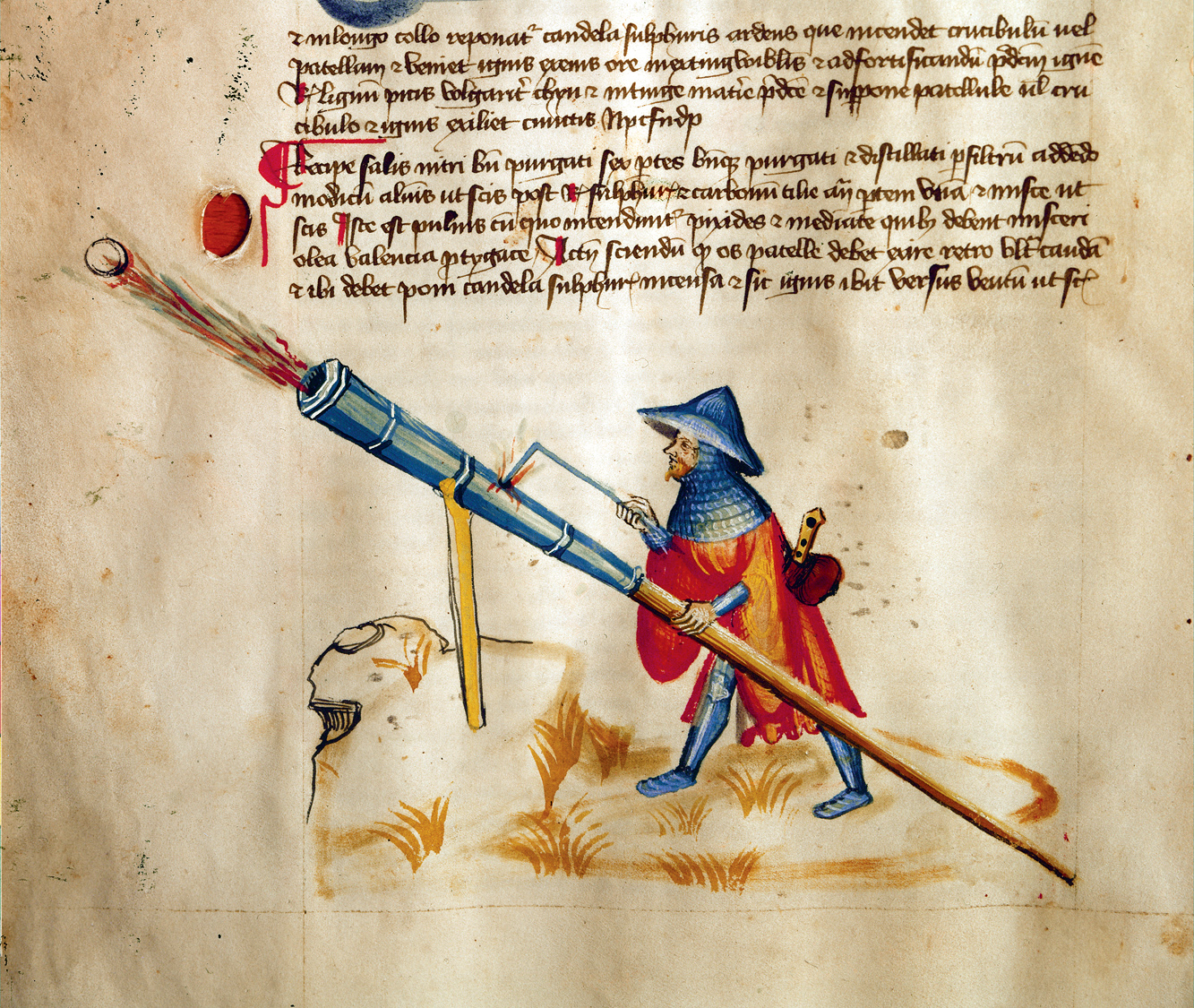
Những súng đầu tiên. Hỏa mai khoảng năm 1470.

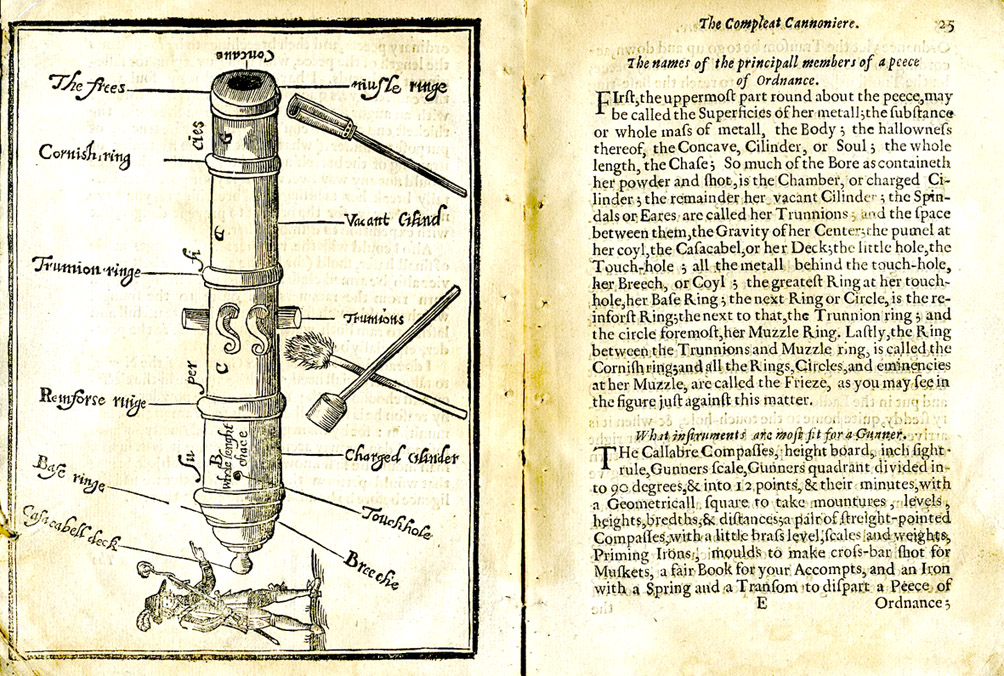
Sách về súng châu Âu 1652 bởi John Roberts, London 1652.

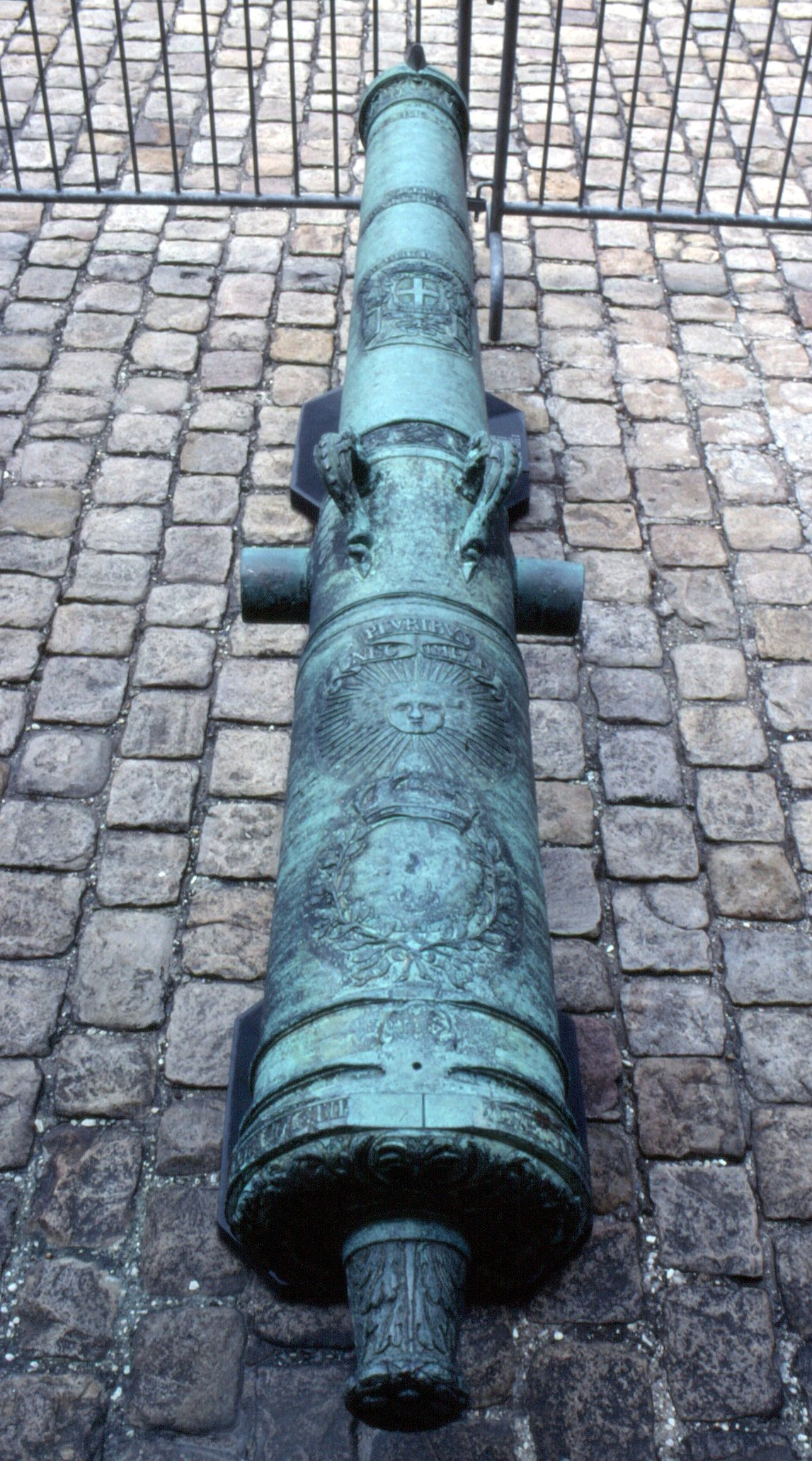
Thần công bằng đồng ở Bảo tàng Musée de l'Armée, Pháo chế tạo thời Trung Cổ

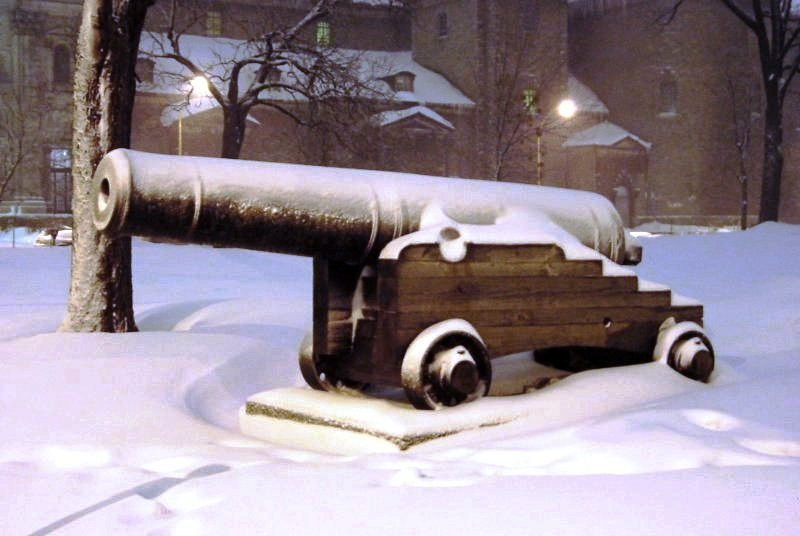
Montréal, Québec. Từ thế kỷ 18 về trước, Pháo cố định trên các lâu đài rất nhiều. Đây là một khẩu pháo cố định nòng dày.

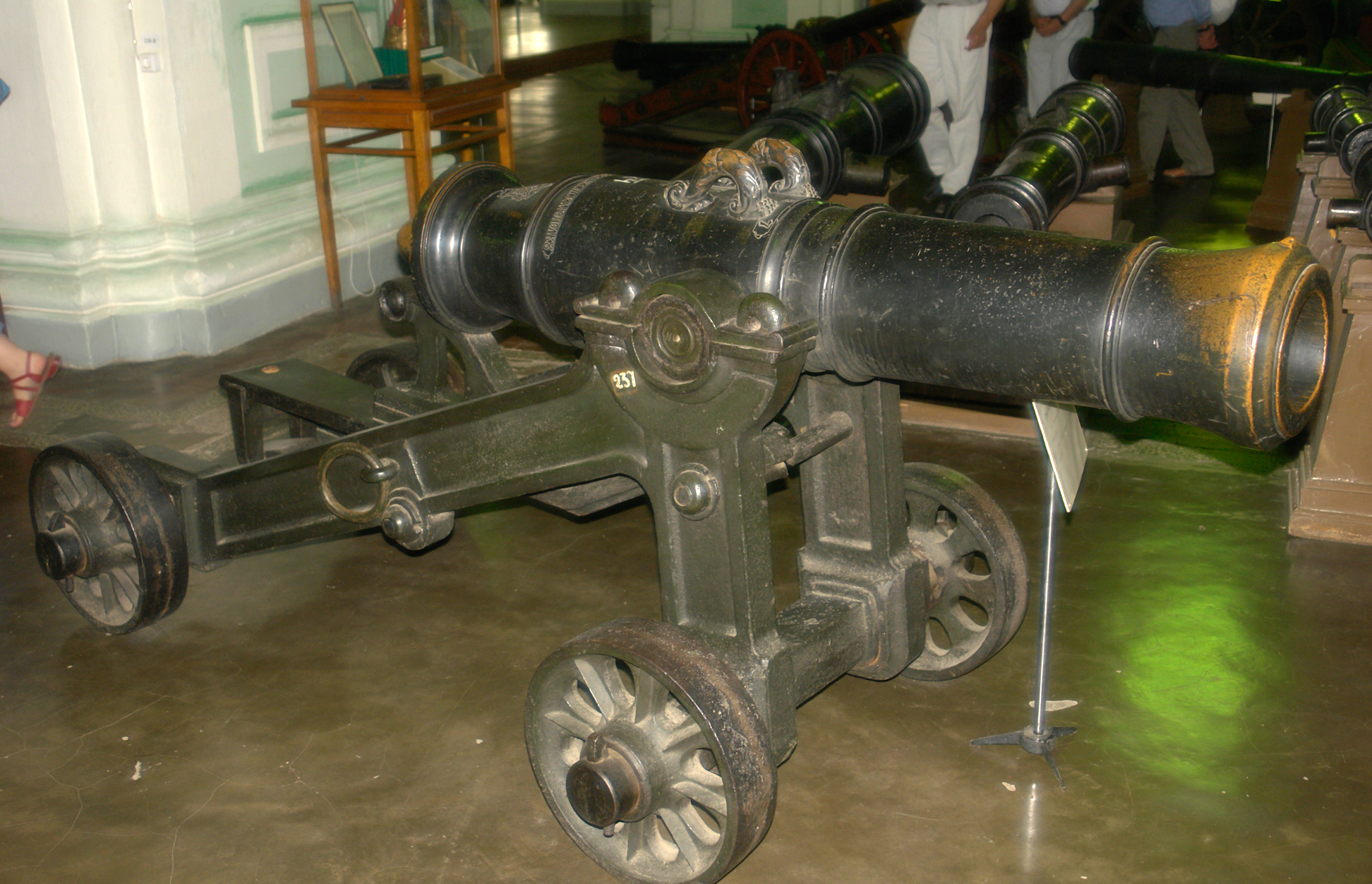
Pháo 166mm Nga năm 1787 Kiểu giá này đã cho chỉnh tầm dễ dàng dơn.

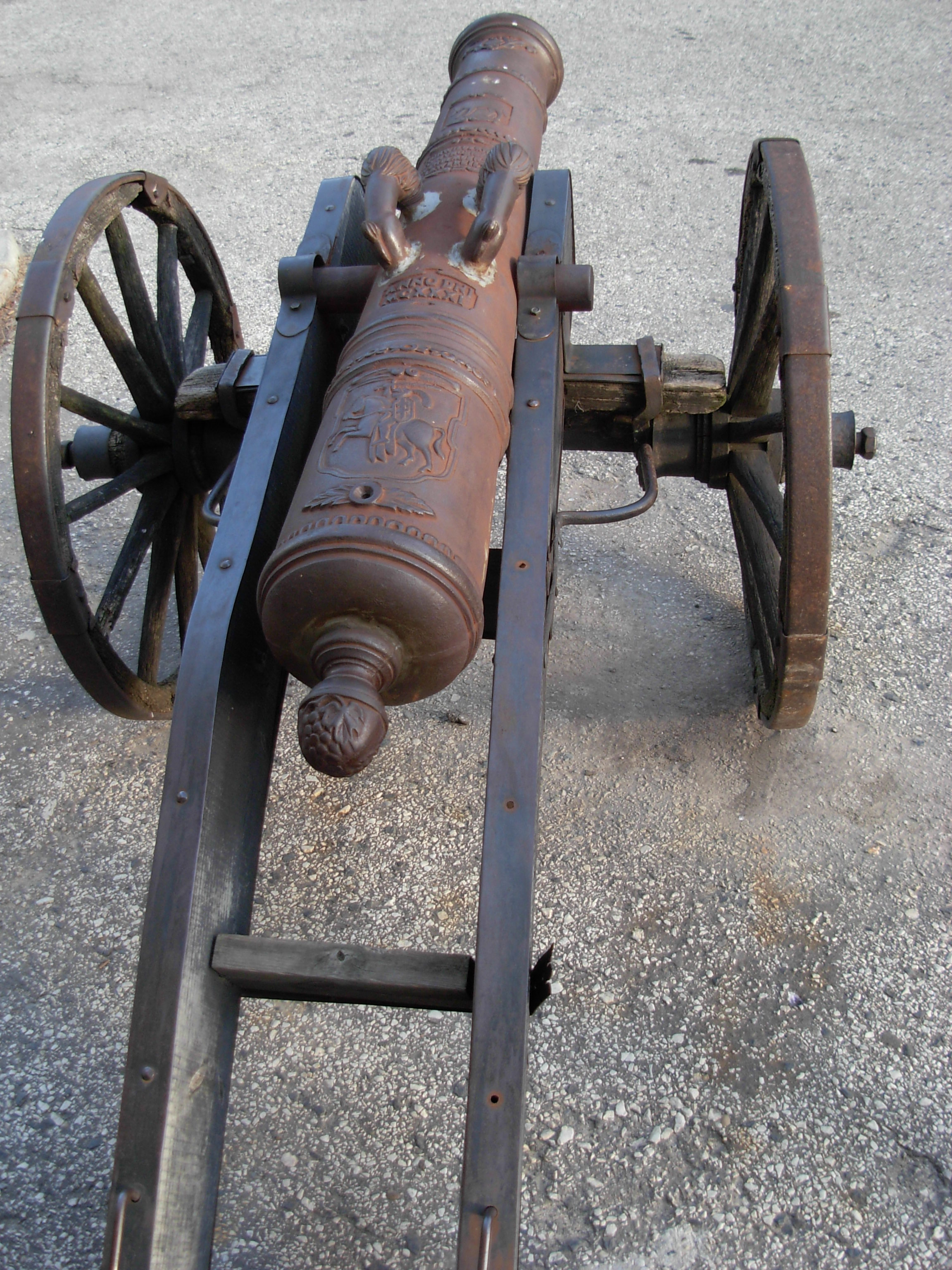
Lâu đài Baranów Sandomierski, Ba Lan. Đây là một khẩu pháo dễ di chuyển, nòng dày. Một kiểu pháo tiên tiến lúc đó. Từ đây có khái niệm dã pháo.

Từ đời nhà Tống, năm 1128 đã có tranh khắc về súng, súng là một ống đồng hay gang đúc, một đầu bịt kín, gọi là nòng. Đầu bịt kín có khoan một lỗ nhỏ để tra ngòi. Người ta đổ thuốc nổ vào đáy ống, nhồi tiếp đạn, lèn chặt. Khi bắn, đốt ngòi bằng lửa. Tuy nhiên, những cấu tạo súng thô sơ đó yếu, dễ tịt... và vẫn được dùng như hỏa hổ, bắn sát thương bằng lửa hay súng lệnh làm hiệu... Và được dùng ít do hiệu quả thấp.
Cuộc chiến của Thành Cát Tư Hãn đã đem súng qua châu Âu, theo con đường Truật Xích xây dựng Kim Trướng Hãn Quốc (Thế kỷ 11). Pháo vò được dùng ở châu Âu đến thế kỷ 14 trước khi có Thần cơ thương pháo, tuy nhiên nó yếu, hiệu quả rất ít.
Súng có thể bắn đạn cầu bằng gang hay đá, cũng có thể bắn mảnh gang (đạn ria). Thuốc nổ sử dụng là thuốc nổ đen, được trộn từ diêm sinh (KNO3) và bột than củi giã mịn. Khi thuốc nổ đen còn yếu thì chỉ dùng lửa sát thương, dần dần đạn phá mạnh hơn lửa. Hỏa hổ có nguyên lý như những súng phun lửa ngày nay, thuốc nổ trộn dư chất khử..
Chữ 枪 thương (âm khác là sang) ban đầu là vũ khí chính của bộ binh (Thương trong Thập bát ban vũ nghệ), có cán dài như giáo, dùng để đâm hay đập. 火枪 Hỏa Thương ban đầu bổ sung một ống lửa nhỏ giống khẩu súng như hình ảnh trong này, súng nhỏ đó cũng được gắn trên đao, kiếm... Súng đó rất yếu, chuản bị bắn lâu, bắn rất gần... và chỉ là phụ.
Phát triển 1 ngàn năm, nay lưỡi thương còn lại là lưỡi lê của súng trường. Trái lại, cái ống lửa lại phát triển thành vũ khí chính. Chữ thương vẫn thừa kế vai trò là vũ khí chính của bộ binh nhưng không còn Hỏa nữa, để chỉ súng cầm tay, như AK là 56 thức 7,62mm hào mễ xung thương (súng trường tấn công 7,62mm kiểu 1956). Bộ thương, súng bộ binh, 步枪 hoặc là Súng trường SKS, 56 thức bán tự động bộ thương, 56式半自动步枪.
Trước đây, Thương còn để chỉ nhiều loại súng lớn nhỏ, nay chỉ dùng cho súng nhỏ. Súng lớn nay dùng chữ Pháo 砲 (bộ thạch, bán đầu Pháo chỉ trái phá được máy bắn đá bắn đi). Tuy nhiên, nhiều người Trung Hoa dùng nhầm thành 炮-bộ hỏa, bào chế thuốc.
Ở vùng Trung Á và châu Âu, súng được hoàn thiện nhanh chóng vì các mỏ sắt và diêm sinh chất lượng cao nơi sa mạc, đến Thế kỷ 18 thì súng châu Âu đã tốt hơn và xuất khẩu sang Viễn Đông. Sau này, cho đến khi có các thuốc nổ nhân tạo thì thuốc nổ lọc từ phân dơi miền Viễn Đông mưa nhiều vẫn kém rất xa các thuốc nổ có nguồn gốc diêm sinh khoáng ở châu Mỹ và Trung Á.Súng thời Thanh.
Tên súng pháo cổ là Thần Cơ Thương và Thần Cơ Pháo. Thần cơ, 神机, là tên chính thức được dùng từ thời Minh. Khoảng năm 1412-1414 thì cuốn binh thư chính thức của triều đình nhà Minh là "Hoả Long Kinh" được viết thêm bắt đầu dùng từ này, vì đây là binh thư chính thức có tính chất bắt buộc, kinh điển, nên từ này cũng theo đó mà thành tiêu chuẩn. Đoạn viết thêm vào Hoả Long Kinh còn được gọi là Thần Cơ Thương Pháo Pháp, 神机营肄习. (Xem Minh Sử quyển 92. http://220.174.246.48/LibWeb/novels/history/msqztyz/ms092.html%5B%5D). Thương là vũ khí chủ lực của bộ binh, pháo là máy công thành, thương trước đây là giáo, pháo trước đây là máy bắn đá, từ thời này, thương là súng còn pháo là đại bác. Thần Cơ là nguyên lý thần thánh, Thần Cơ Thương Pháo là vũ khí cá nhân và cộng đồng có nguyên lý thần thánh, hay của thần thánh. Pháp là phép, phép là cách của thần thánh, cách làm ra và dùng. Sau này, đại bác trước khi bắn và ngày lễ được cúng tế, chủ thể cúng tế là ông thần có cái nguyên lý thần cơ, ông thần tức là thần công, công 工 là ông sang trọng, sau lễ tế ông thần là lễ tế sứ giả của thần thánh, tức chính là lễ tế Hồ Nguyên Trừng.
Ấn Độ và miền trung Á như Thổ, Syria tiếp tục cho ra những thành tựu lớn thời trung cổ và cận đại, nay vẫn còn những khẩu công thành pháo lớn nhất thời đó. Pháo Jaivana là Thần cơ thương pháo lớn nhất thế giới còn đến nay. Ấn Độ đã đưa ra kết cấu bánh xe và càng lắp vào nòng Thần cơ thương pháo, kết cấu này tiếp tục truyền sang châu Âu. Kết cấu này cho pháo cơ động, giảm giật, dễ chỉnh tầm hướng... và giữ nguyên cho đến giữa Thế Kỷ 19.
Pháo Jaivana rất đẹp, có 4 bánh, hai bánh trước đường kính 2,74 mét và hai bánh sau 1,37 mét. Nòng pháo dài hơn 6 mét, chu vi ngoài lớn nhất 2,8 mét, đường kính ngoài chỗ đó 1 mét. Đường kính trong nòng 280mm, pháo nhồi 100 kg thuốc nổ đen và bắn đạn cầu 50 kg. Riêng nòng pháo hơn 50 tấn.
Ảnh pháo Pháo Jaivana.
Sau chiến tranh lập quốc nhà Minh (Thế kỷ 14-15), súng được kết hợp các tiến bộ thuốc nổ
Có một hiện tượng lạ là chất lượng đúc pháo Gang Xám trong các pháo Quân Thanh đào được rất tồi, so với pháo Việt Nam, mặc dù to hơn. Tuy nhiên, thuốc nổ đen do người Âu chở đến Viễn Đông lại dùng diêm sinh khoáng, rất tốt so với thứ thuốc phân dơi của Viễn Đông.
Nhiều cuộc khởi nghĩa của Viễn Đông Thế Kỷ 17-18, không có thợ chính quy triều đình, thuê thợ châu Âu đúc súng, cũng có một số chiến tranh với người Âu, nhưng ưu thế của người Âu chỉ đạt được với Trung Quốc và Việt Nam nửa sau Thế kỷ 19. Riêng nước Nhật thì hiện đại hóa súng pháo theo người Âu rất nhanh.

## Pháo nòng mỏng, tiền thân của lựu pháo howitzer.

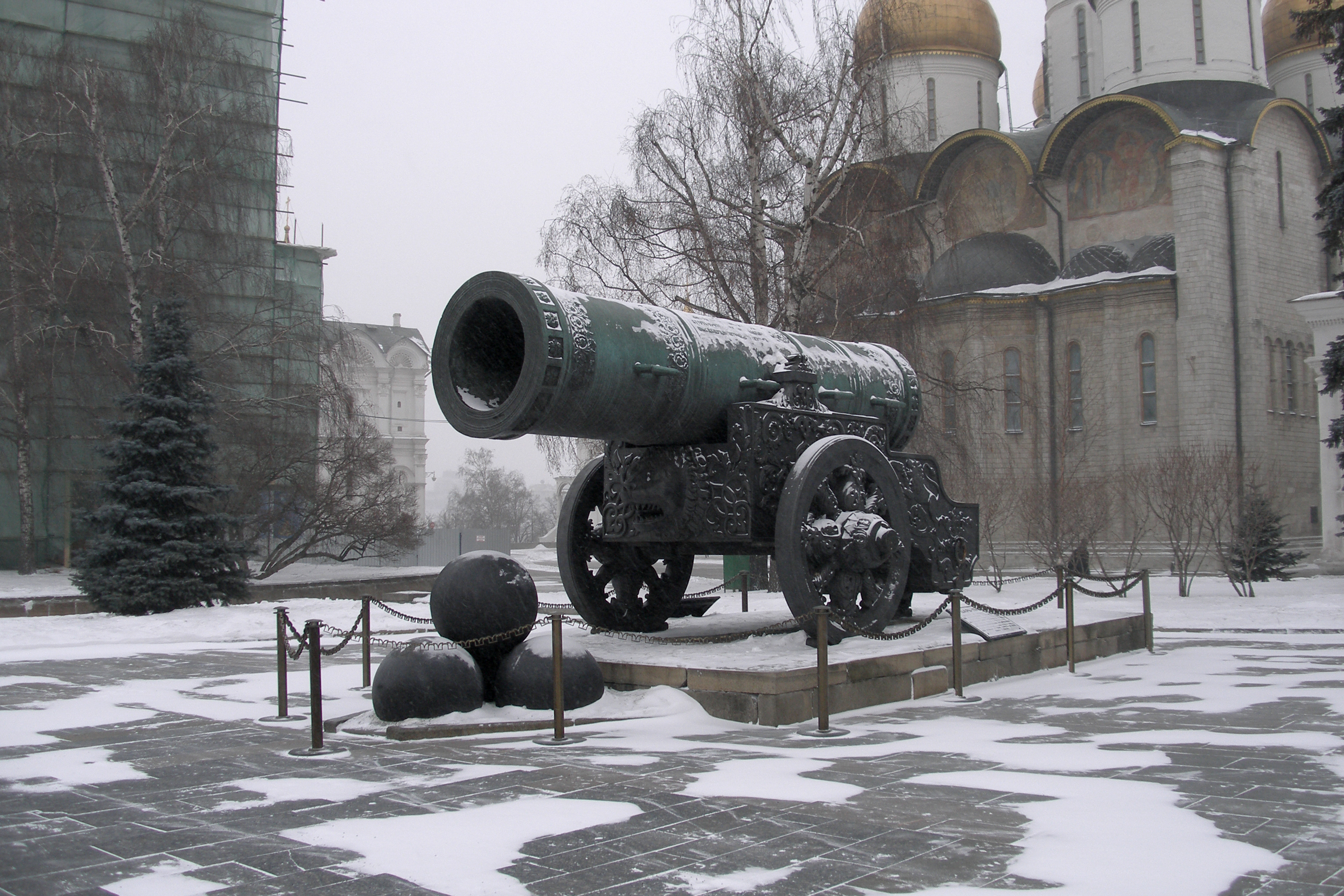
Tsar Pushka Pháo Sa Hoàng Pushka, khẩu nòng mỏng lớn nhất thời cổ

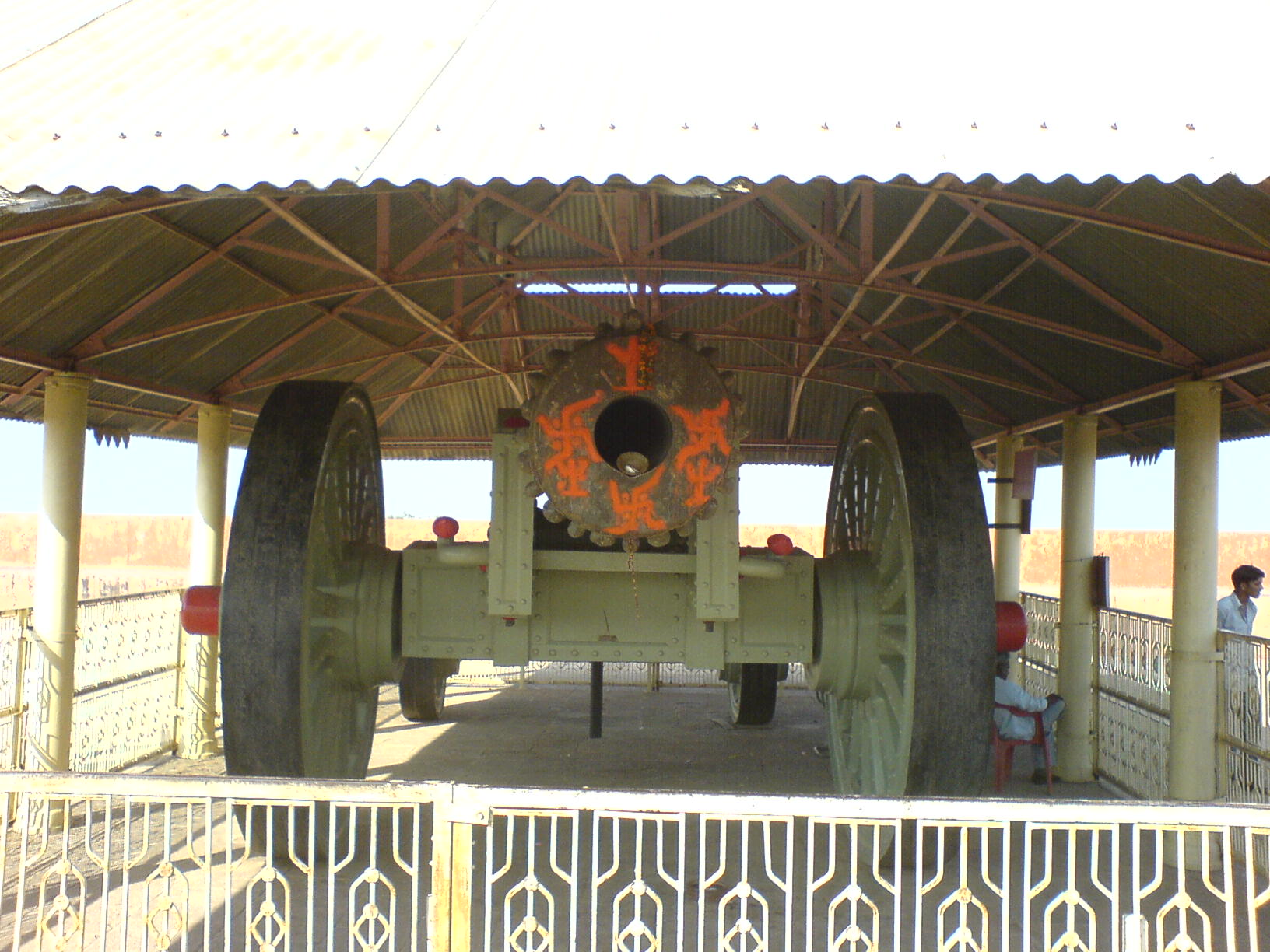
Pháo Jaivana, khẩu pháo nòng dày lớn nhất thế giới cổ. Cảng Jaivana, Ấn Độ, riêng cái nòng hơn 50 tấn

Pháo nòng dày nhồi nhiều thuốc phóng, bắn đạn đặc hay đạn ria, sau này trở thành pháo bắn đạn xuyên. Pháo thời Trung Cổ phát triển mạnh ở Trung Á, nơi có Sắt, Đồng và Diêm Sinh tốt. Đạn đặc dùng để công thành phá tàu, cũng dùng để bắn các xe công thành... nên loại pháo này hay đặt trên tàu và mặt thành.
Khẩu pháo nòng dày lớn nhất thế giới còn lại của Ấn Độ, Pháo Jaivana.
Pháo kiểu này được truyền đến châu Âu với vai trò như Công Thành Pháo khoảng giữa Thế Kỷ 15. Kiểu nòng hai đoạn Khẩu Great Turkish Bombard rất hiếm. châu Âu lúc này chế pháo nòng mỏng có buồng đốt nhỏ hơn phần nòng chứa đạn, như cái đuôi trông rất đặc trưng. Lâu đài Edinburgh có khẩu pháo Mons Meg (khoảng 1450) bắn đạn cầu 560mm nặng 180 kg đi 3 km. Pháo nặng 6 tấn. Xem thêm pháo Mons Meg Lưu trữ ngày 30 tháng 11 năm 2012 tại Wayback Machine.
Tuy nhiên, sau đó, loại pháo này tồn tại dặt dẹo với một số lượng nhỏ các pháo cũng nhỏ, được gọi tên howitzer. Nguyên nhân là không thể nhồi nhiều do khó khăn kỹ thuật. Howitzer là từ Hungaria, quê hương của súng pháo châu Âu, có nghĩa ban đầu là máy công thành.
Những khái niệm nòng mỏng, nòng dày về sau trở thành Hải Pháo và Lựu Pháo (xem pháo Thế Kỷ 19 bên dưới).
Pháo nòng mỏng là tiền thân của lựu pháo, bắn đạn trái phá lớn, trong đạn nhồi nhiều thuốc nổ, nhưng nòng nhồi ít, tỷ lệ đường kính nòng/chiều dài thấp. Pháo này không nhồi nhiều vì làm đạn trái phá nổ ngay trong nòng. Nòng mỏng bắn gián tiếp như ngày nay, phá công trình yếu và sát thương.
Những khẩu lựu pháo nòng mỏng lớn nhất thế giới được chế tạo trong thời cổ là:
- Khẩu Great Turkish Bombard hiện trưng bầy trong Bảo tàng Royal Armouries at Fort Nelson,, 1453 tham gia đánh thành Constantinopolis, pháo có 2 phần, một chứa đạn và một chứa thuốc. Hai phần được nối với nhau bằng ren và gờ. Có hệ thống đòn bẩy và lỗ bẩy để tháo lắp. Bắn đạn 300 kg đi xa 1600 mét. Dài 5,2 mét nặng 16,8 tấn.
- Khẩu Pháo Thanjavur, Ấn Độ, nòng hàn. Chế tạo khoảng 1600-1645.
- Tsar Pushka, Nga, 1586, tổng nặng 38 tấn.

## Súng cối,cối ngõng,cối khiên

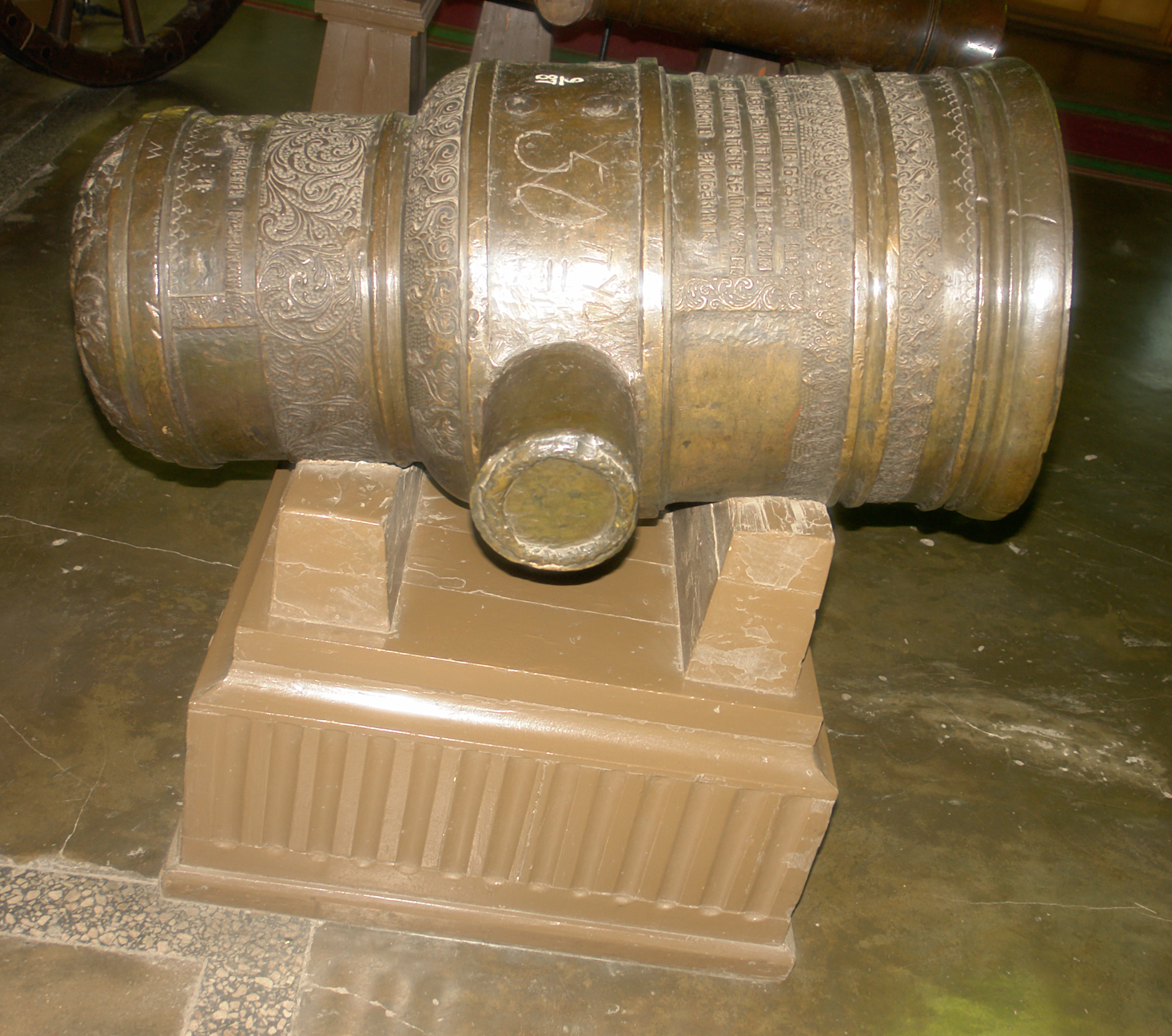
Cối 330mm năm 1698 Nga. Súng nặng 865,7 kg. Đây là loại cối ngõng

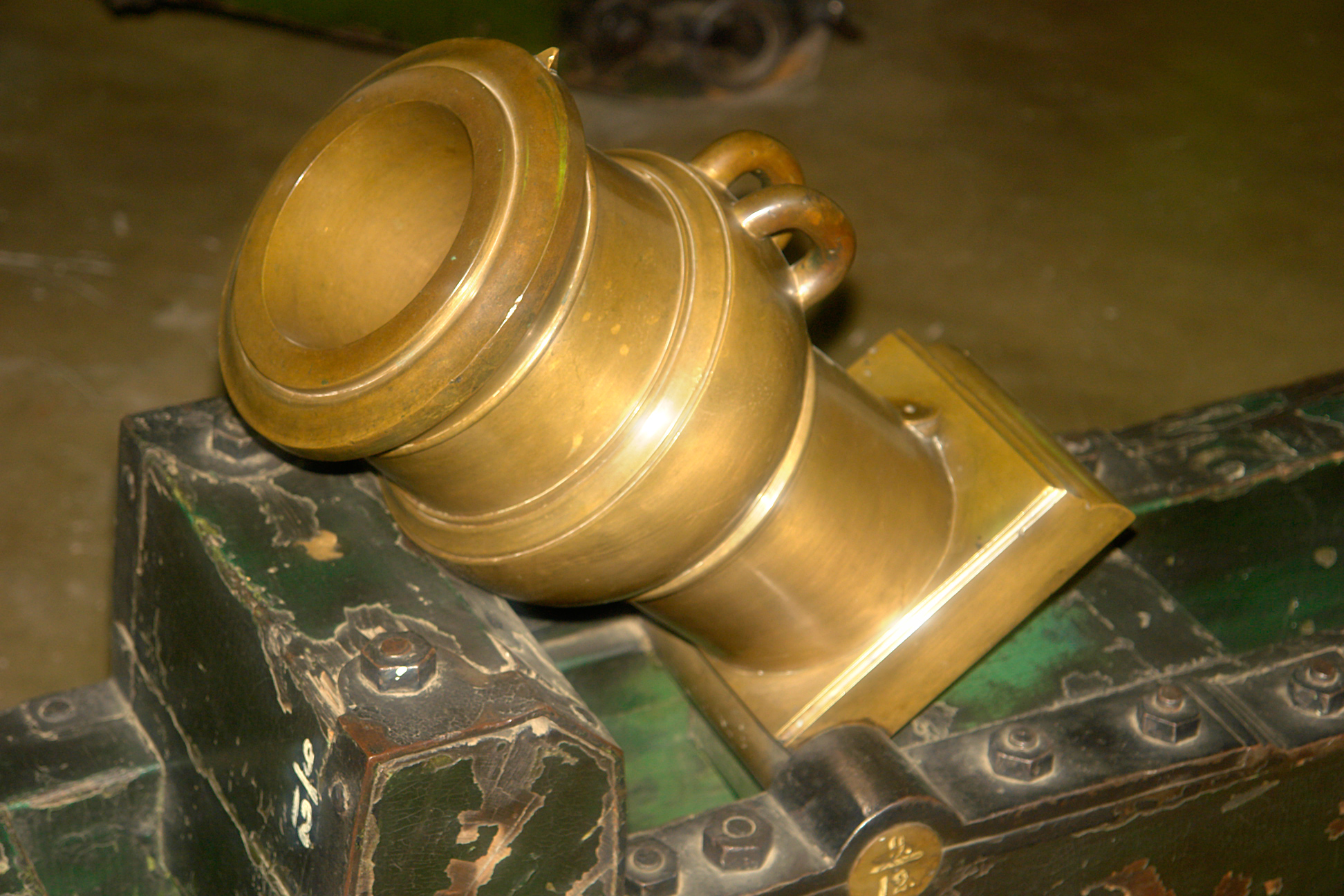
Cối và đạn. Cối ngõng lai cối khiên Nga, 123mm, đầu Thế Kỷ 19. Đây là những cối đồng cuối cùng

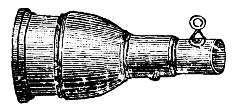
Cối Cầm Tay Thụy Điển, 3 kg, 1705

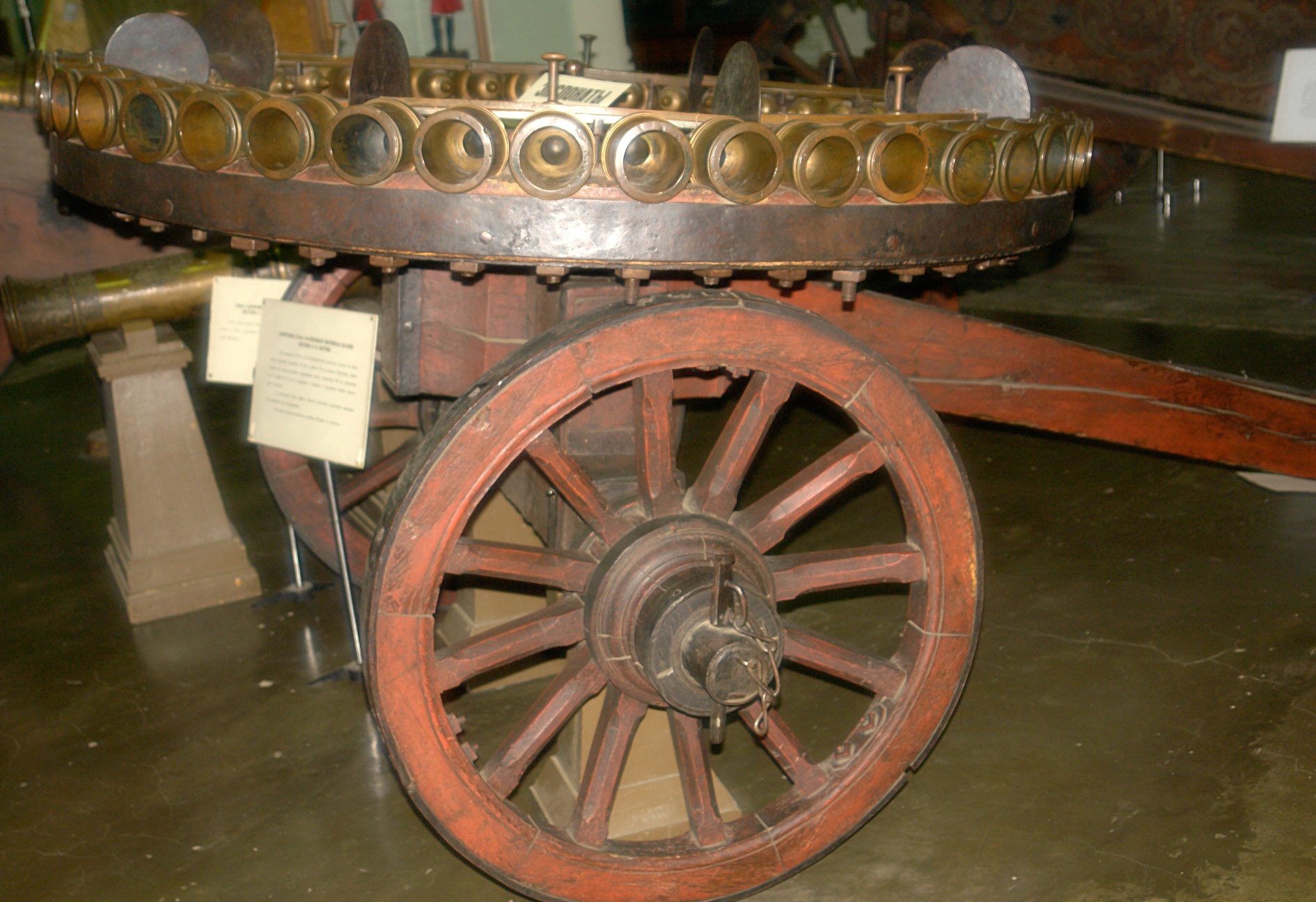
Cối liên thanh, Nga, 1754

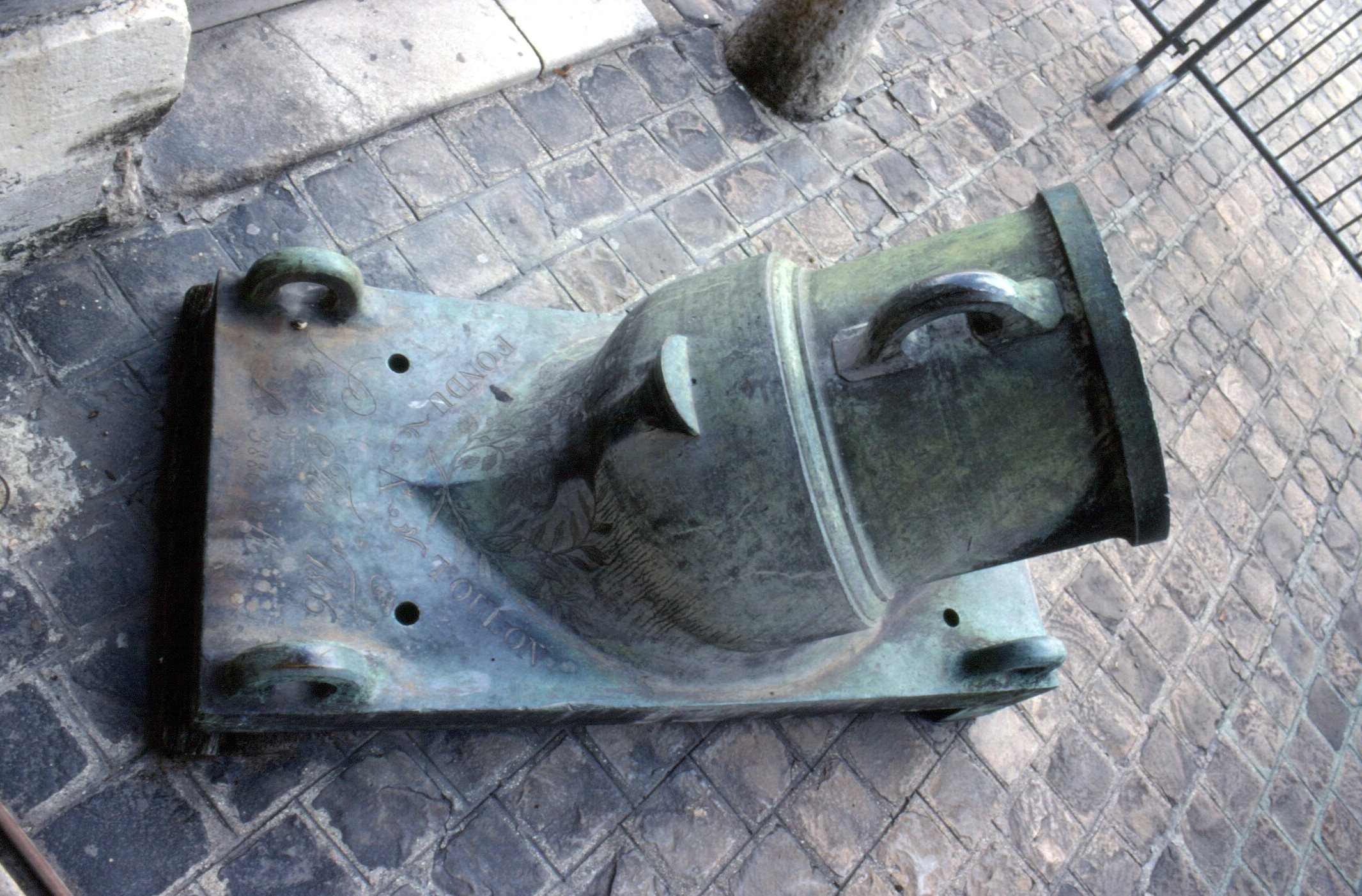
Một cối khiên bằng đồng, bảo tàng Musée de L'armée

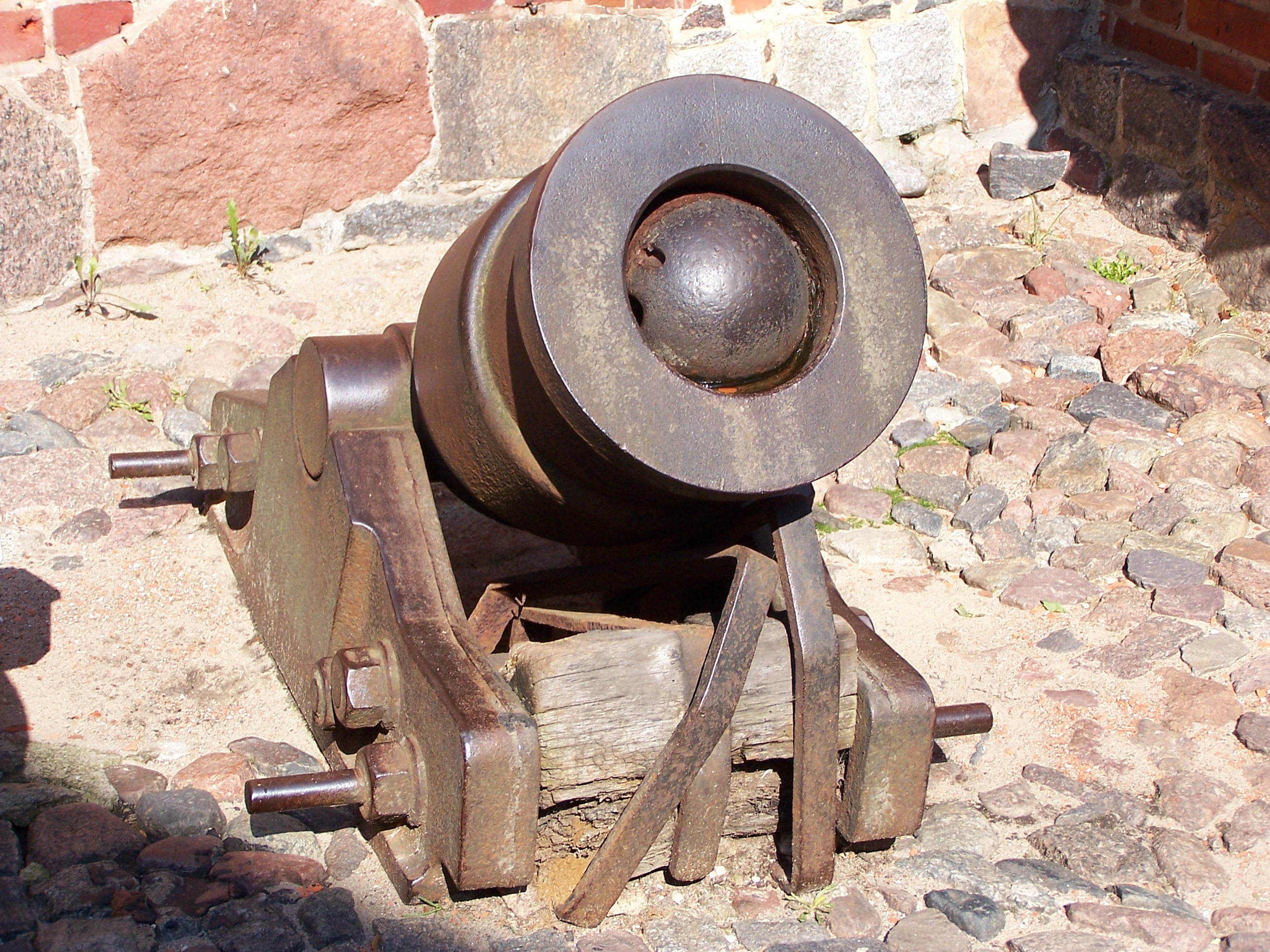
Cối và đạn. Cối Coehoorn, cối ngõng do Menno van Coehoorn (1641-1704) thiết kế, trên tường thành Malbork

định nghĩa cối ngày nay là những súng có chiều dài nòng nhỏ hơn 10 lần đướng kính trong.
Súng cối xuất hiện từ bao giờ không rõ, nhưng có vẻ như là một phát triển của châu Âu. Từ Thế Kỷ 15, cối đã rất phổ biến. Chúng thường được đúc bằng đồng. Bắn đạn rất nặng đi xa, góc bắn cao. Cối có ưu thế là bắn trái phá tấm xa được, do các pháo lớn lúc đó làm đạn nổ trong nòng. Cối cũng có tốc độ bắn cao.
Cối bắn không chính xác, nên thường dùng bắn diện tích, bắn phá hủy các mục tiêu bán kiên cố cũng như công dụng này nay. Cối thường được đặt cố định vì rất nặng.
Ban đầu, cối có đế đúc liền truyền lực giật xuống đất. Thay đổi tầm bằng đắp lại đống đất, gọi là cối khiên do cái đế đuôi nòng trông như khiên. Nhiều người nói Menno van Coehoorn (1641-1704) chế ra kiểu cối có ngõng thay đổi tầm, lực giật truyền qua ngõng chứ không qua đuôi nòng vào đế, được gọi là kiểu cối Coehoorn hay là cối ngõng. Tuy nhiên, có vẻ như cối ngõng là một phát triển dân gian, dần dần qua nhiều thời gian và nhiều nơi.
Súng cối bao giờ cũng rất rẻ và được chế tạo rất nhiều. Đạn cũng rất rẻ và tốc độ bắn cao là những ưu thế vẫn còn đến ngày nay. Các toà thành thời cổ thường có rất nhiều cối đúc sẵn đặt cố định.
Súng cối chỉ được thay đổi nhiều bởi Nga trong chiến tranh Nga Nhật. Xem Cối Thế Kỷ 19-20 bên dưới.

## Súng hỏa maivàsúng kíp
Các súng dùng thuốc bột và đạn rời được dùng cho đến giữa Thế Kỷ 19, đến nửa sau Thế Kỷ 19 đạn có vỏ mới dần thay thế.
Các súng dùng thuốc bột rời này gọi trong Tiếng Việt là súng hỏa mai và súng kíp, súng châm lửa và súng tự đánh lửa. Tuy nhiên, trong các tiếng châu Âu chúng đều là một, musketoon. Tuy nhiên cần phân biệt, trong tiếng Pháp thì từ này còn được dùng chỉ súng trường, Tiếng Việt thừa kế tiếng Tây bồi mút cơ tông, nói tắt là mút.
Cải tiến quan trọng trong thế kỷ 14-15 là cốc mồi, gồm đường dẫn lửa nhỏ hẹp chống phụt và cốc mồi lớn dễ bắt lửa, bỏ ngòi giấy đi. Châm cốc mồi, thuốc cháy phụt lửa qua đường ống dẫn làm cháy thuốc trong nòng, tia lửa phụt ngược lại bị đường ống nhỏ hạn chế tránh tổn hao. Cốc mồi có nắp đậy bằng gỗ nút chặt hay bằng kim loại, tránh mưa ẩm. Những thợ khéo còn chế ra loại ống dẫn lửa loằng ngoằng hạn chế rất lớn phụt lửa. Lỗ cũng được di chuyển về đáy súng. Trong khi hồi còn là súng phun lửa thì lỗ ở phía trước, phản ứng cháy đi từ phía miệng nòng đến đáy súng.
Cốc mồi là loại khóa nòng (lock) đầu tiên, sau này các súng hỏa mai có dùng đá lửa vẫn dùng cốc mồi này, nó được dùng nguyên xi trên súng các loại đến Thế kỷ 19. Xem ảnh trên (một súng hỏa mai 1470) thấy, 1470 thì cốc mồi chưa truyền đến châu Âu, xem đoạn dưới đây thì cốc mồi đến châu Âu khoảng đầu Thế Kỷ 16
Có thể quan sát sự phát triển của cốc mồi qua bộ sưu tập súng trong Bảo Tàng Lịch sử Quân sự.

### Súng hỏa mai mồi đốt
Súng hỏa mai mồi đốt là một tay cầm mồi lửa châm ngòi súng. Ban đầu, ngoài là một ống giấy quấn quanh lõi thuốc nổ, luồn qua lỗ ở thành súng. Ban đầu, từ thời nhà Tống Thế kỷ 10, tất cả các súng đều mồi lửa, gọi là súng hỏa mai. Đến thế kỷ 19 ở châu Âu chỉ còn súng lớn mồi đốt lửa.
Các súng nhỏ dùng cá nhân có súng dùng cho bộ binh nòng dài, súng trường dần dần trở thành vũ khí chính. Súng hỏa mai nhỏ dùng cá nhân nhưng có nòng trung bình, hay được dùng cho kỵ sĩ, cũng gọi là cavalry, sau trở thành cạc bin. Một loại súng ngắn dắt lưng trở thành các loại súng ngắn ngày nay.
Súng nhỏ dùng cá nhân chuyển dần sang dạng "súng kíp". Súng hỏa mai mồi đốt không tạo ra cơ hội điểm hỏa chính xác cho xạ thủ.Vì thế xác suất bắn chính xác ở khoảng cách 50m là 1/30 và xác suất bắn chính xác ở khoảng cách 10m là 1/3

### Súng hỏa mai mồi cò,Matchlock

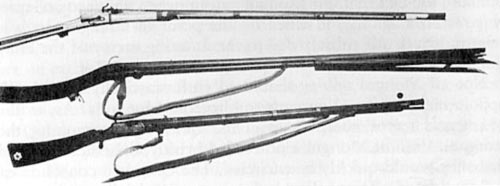
Súng hỏa mai mồi cò thời Minh

Loại súng hỏa mai ban đầu châm lửa bằng mồi. Đầu Thế Kỷ 15, trước thời Hồ Nguyên Trừng, loại súng có cò đầu tiên xuất hiện và được trang bị trong quân Minh, được viết trong cuốn Hỏa long kinh (火龍經) Thế kỷ 14 nhà Minh. Ottoman dùng năm 144x, 1475 thấy châu Âu có nói đến và dùng nhiều sau 1500. Kim hỏa có buộc sợi dây mồi đang cháy, còn cò sẽ cắm dây mồi vào ngòi súng.
Sau có cốc mồi. Cốc mồi có một nắp đậy mở ra khi bắn. Khóa an toàn là nắp cốc mồi.
Súng hỏa mai mồi cò là một tiến bộ quan trọng, nó cho phép xạ thủ điểm hỏa chính xác khi đạt được đường bắn. Tuy nhiên, nó cũng không tồn tại lâu ở châu Âu và Trung Á, được thay bởi các loại súng tự đánh lửa bằng đá lửa.
Hình ảnh súng hỏa mai có cò mồi Lưu trữ ngày 26 tháng 2 năm 2014 tại Wayback Machine

### Kíp bánh xe
Năm 1517 người Đức đưa ra súng kíp đầu tiên.. Loại kíp bánh xe dùng một bánh xe bật lửa mài đá lửa ở cốc mồi. Cốc mồi cũng có nắp. Khi khóa an toàn người ta lập viên đá lửa lên, không tì vào bánh xe. Loại này đầu Thế kỷ 16 ở châu Âu, nghe đâu năm 1517.
Khóa đá lửa kiểu bánh xe Lưu trữ ngày 30 tháng 10 năm 2012 tại Wayback Machine. Roman Candle Guns là khẩu súng bắn nhiều phát đầu tiên.

### Kíp đá lửa, điểu thương

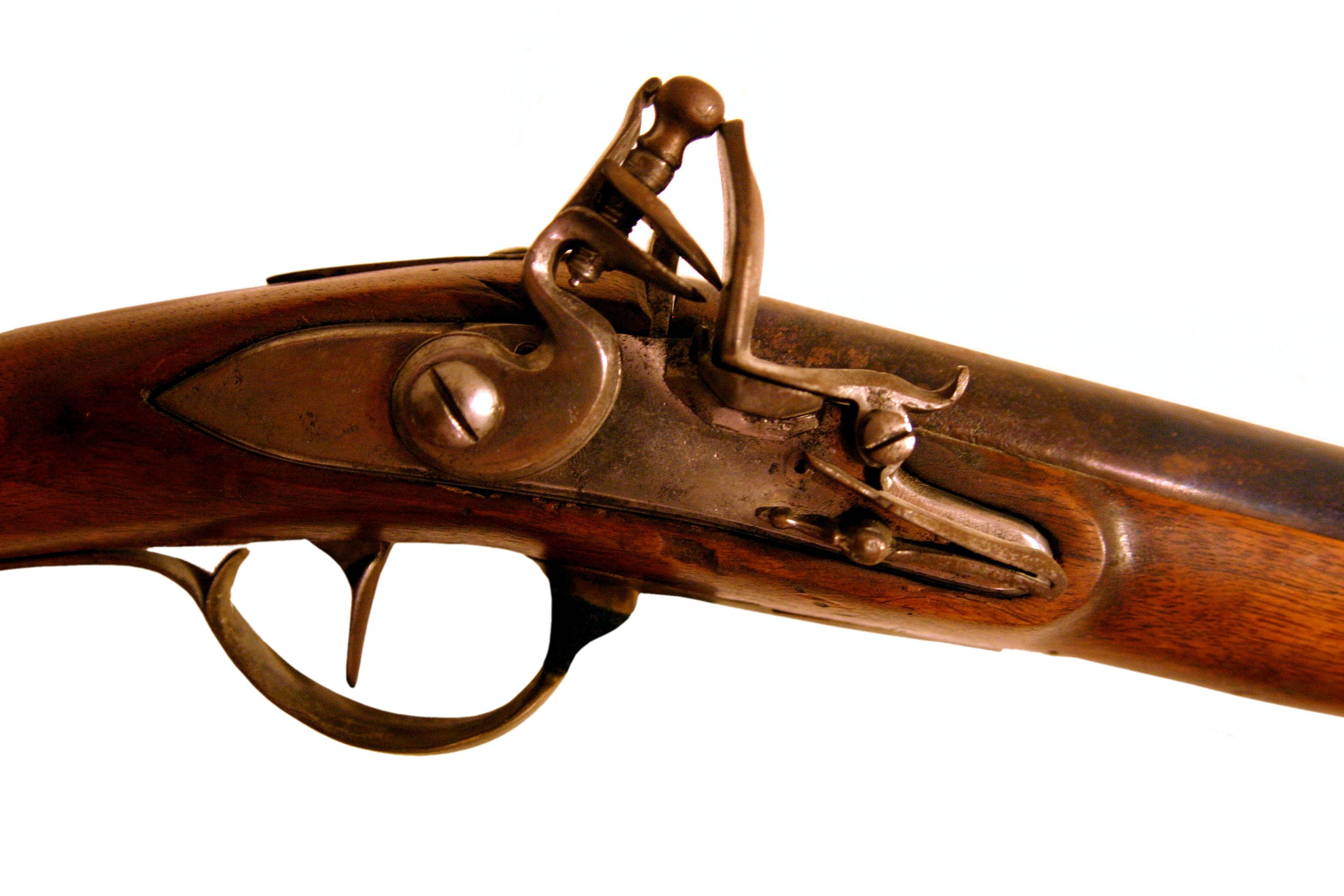
Cơ chế điểm hỏa của "Súng kíp"

Cơ cấu điểm hỏa của "Súng kíp"

Đến năm 1570, người Đức cải tiến súng này, kíp là viên đá lửa đập vào mặt kim loại, làm cháy thuốc ở cốc mồi. Snaphaunce 1570 có khóa nòng là nắp cốc mồi.kiểu Snaphaunce 1570 Lưu trữ ngày 28 tháng 8 năm 2009 tại Wayback Machine
Năm 1612, người Pháp cải tiến một lần nữa, đưa ra loại súng kíp phổ biến ở châu Âu, có nắp đậy thuốc súng, chỉ mở ra khi bấm cò để đá lửa lao vào, hạn chế ẩm. Khác biệt lớn nhất là nắp cốc mồi với tấm đánh lửa là một, trong khi Snaphaunce à hai bộ phận rời nhau, nhờ đó mà súng tin cậy. Người Ả Rập đã biết những súng tương tự từ 16xx, súng của họ cong con và nhẹ, bắn một tay trên lựa, đó là các Cavalry-gun, sau trở thành các súng cạc bin..
Trong các ngôn ngữ tại châu Âu, súng kíp gọi bằng từ "súng hỏa mai kíp đá lửa", tiếng Anh là Flintlock Musket. Súng này còn được gọi là điểu thương trong tiếng Trung vì cái mỏ đá lửa như đầu chim.
Vài loại hỏa mai Lưu trữ ngày 2 tháng 3 năm 2009 tại Wayback Machine

### Kíp hạt nổ
Đến đầu thế kỷ 19, việc sử dụng hạt nổ xuất hiện, người ta không dùng cốc đựng thuốc mồi mà bọc thuốc phát nổ trong một gói nhỏ để kim hỏa lao vào, đảm bảo chống ẩm hơn. Những hạt nổ đầu tiên dùng giấy tẩm thuốc. Đến đầu thế kỷ 19 đá lửa mới hết thời và sau đó, súng dài, súng trường đã trở thành vũ khí chính của bộ binh.
Một số người lại cho rằng, súng dùng hạt nổ mới là súng kíp, chứ súng hỏa mai kíp đá lửa là hỏa mai, chắc họ ảnh hưởng bởi tiếng Anh. Một số hạt nổ làm bằng ống lông vũ tránh ẩm. Hạt nổ ngày nay là một viên bọc bằng kim loại mỏng phủ chống gỉ.
Súng hạt nổ ban đầu, búa đập vào hạt nổ bên thành súng, chưa có kim hỏa. Lưu trữ ngày 19 tháng 10 năm 2007 tại Wayback Machine Sau này, kiểu búa đập vào kim hỏa mới thay thế kiểu đập trực tiếp này. Hạt nổ được người da tráng biết đến 1805 như một phát kiến của Reverend John, nhưng có vẻ như nhiều nơi đã biết dùng trước đó.
Dân tộc Mèo ở Việt Nam rất giỏi làm súng kíp bằng các phương tiện thô sơ.

## Những tiến bộ trước thời đại của thời cổ.

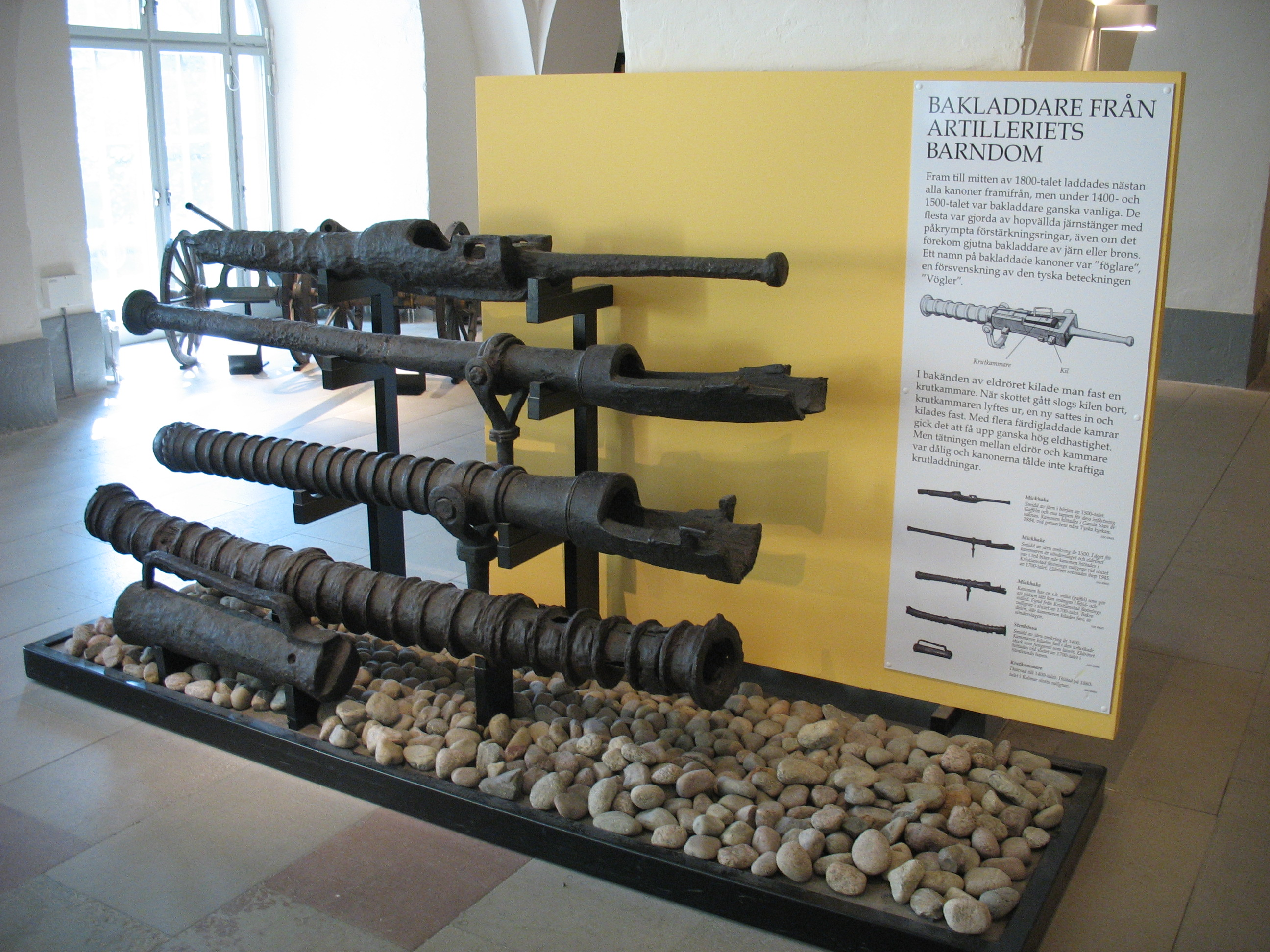
Thế Kỷ 16, nạp đạn sau, ngõng ngáng đủ cả, Thụy Điển

Nòng xoắn cũng đã được thử nghiệm trong Thế Kỷ 17 ở Anh, nòng xoắn cho phép đạn ổn định hướng trục và nhờ đó, bắn đạn dài. Đạn cầu không ổn định hướng trục nhưng hướng nào thì hình dạng của nó cũng như nhau, nên vẫn chính xác. Đạn dài nhồi được nhiều hơn và lực cản khí ít hơn. Tuy nhiên, do cản trở của việc nhồi thuốc trước nên rãnh xoắn bất lợi và không phát triển.
Hình bên là một số súng nhồi sau Thụy Điển, Thế Kỷ 15-16. Nhưng những súng này yếu và rõ ràng, cản trở kỹ thuật đã làm dừng chúng.